# Orlando Magic 2018-2019
La stagione 2018-2019 degli Orlando Magic è stata la 30ª stagione della franchigia nella NBA.
Nell'aprile 2018 viene licenziato il capo allenatore Frank Vogel, dopo non essersi qualificato per i playoffs. Il 30 maggio viene annunciato Steve Clifford come coach.
I Magic raggiungono i Playoffs per la prima volta dal 2012, vincendo pure il titolo della Southeast Division che mancava dalla stagione 2009-2010.
Nei Playoffs vengono battuti da Toronto Raptors futuri campioni.

## Draft
| Giro | Scelta | Giocatore      | Ruolo | Nazionalità | Università/Squadra |
| ---- | ------ | -------------- | ----- | ----------- | ------------------ |
| 1    | 6      | Mohamed Bamba  | C     | Stati Uniti | Texas Longhorns    |
| 2    | 35     | Melvin Frazier | P     | Stati Uniti | Tulane G. Wave     |
| 2    | 43     | Justin Jackson | AP/AG | Canada      | Maryland Terrapins |

## Roster
| \| Pos. \| Num. \| Naz. \| Nome \| Altezza \| Peso \| Data nascita \| Provenienza \| \| ---- \| ---- \| ---------------------- \| ------------------------ \| ------- \| ------ \| ------------ \| ------------------- \| \| G \| 14 \| Stati Uniti (bandiera) \| Augustin, D. J. \| 183 cm \| 83 kg \| 10–11–1987 \| Texas \| \| C \| 5 \| Stati Uniti (bandiera) \| Bamba, Mohamed \| 213 cm \| 102 kg \| 12–05–1998 \| Texas \| \| AG/C \| 24 \| Canada (bandiera) \| Birch, Khem \| 206 cm \| 100 kg \| 28–09–1992 \| UNLV \| \| G \| 7 \| Stati Uniti (bandiera) \| Carter-Williams, Michael \| 198 cm \| 86 kg \| 10-10-1991 \| Syracuse \| \| G \| 3 \| Stati Uniti (bandiera) \| Caupain, Troy (TW) \| 193 cm \| 95 kg \| 29–11–1995 \| Cincinnati \| \| G/AP \| 10 \| Francia (bandiera) \| Fournier, Evan \| 201 cm \| 93 kg \| 29–10–1992 \| Francia \| \| P \| 35 \| Stati Uniti (bandiera) \| Frazier, Melvin \| 188 cm \| 84 kg \| 30–08–1996 \| Tulane \| \| P \| 20 \| Stati Uniti (bandiera) \| Fultz, Markelle \| 193 cm \| 91 kg \| 29–05–1998 \| Washington \| \| A \| 00 \| Stati Uniti (bandiera) \| Gordon, Aaron \| 206 cm \| 100 kg \| 16–09–1995 \| Arizona \| \| P/G \| 22 \| Stati Uniti (bandiera) \| Grant, Jerian \| 193 cm \| 90 kg \| 09–10–1992 \| Notre Dame \| \| AG \| 1 \| Stati Uniti (bandiera) \| Isaac, Jonathan \| 208 cm \| 95 kg \| 03–10–1997 \| Florida State \| \| AP \| 25 \| Stati Uniti (bandiera) \| Iwundu, Wesley \| 201 cm \| 88 kg \| 20–12–1994 \| Kansas State \| \| AG \| 11 \| Stati Uniti (bandiera) \| Jefferson, Amile (TW) \| 206 cm \| 102 kg \| 07–05–1993 \| Duke \| \| AG \| 2 \| Stati Uniti (bandiera) \| Martin, Jarell \| 208 cm \| 108 kg \| 24–05–1994 \| LSU \| \| C \| 21 \| Russia (bandiera) \| Mozgov, Timofey \| 216 cm \| 125 kg \| 16–07–1986 \| Russia \| \| G/AP \| 31 \| Stati Uniti (bandiera) \| Ross, Terrence \| 201 cm \| 93 kg \| 05–02–1991 \| Washington \| \| C \| 9 \| Montenegro (bandiera) \| Vučević, Nikola \| 213 cm \| 118 kg \| 24–10–1990 \| Southern California \| | Allenatore - Steve Clifford Assistente/i - Michael Batiste - Tyrone Corbin - Pat Delany - Steve Hetzel - Bruce Kreutzer - Rick Higgins (associate coach/player development) Legenda - (C) Capitano - (FA) Free agent - (S) Sospeso - Infortunato Roster • Transazioni · Ultima transazione: 07–02–2019 |                        |                          |         |        |              |                     |
| Pos. | Num. | Naz.                   | Nome                     | Altezza | Peso   | Data nascita | Provenienza         |
| G | 14 | Stati Uniti (bandiera) | Augustin, D. J.          | 183 cm  | 83 kg  | 10–11–1987   | Texas               |
| C | 5 | Stati Uniti (bandiera) | Bamba, Mohamed           | 213 cm  | 102 kg | 12–05–1998   | Texas               |
| AG/C | 24 | Canada (bandiera)      | Birch, Khem              | 206 cm  | 100 kg | 28–09–1992   | UNLV                |
| G | 7 | Stati Uniti (bandiera) | Carter-Williams, Michael | 198 cm  | 86 kg  | 10-10-1991   | Syracuse            |
| G | 3 | Stati Uniti (bandiera) | Caupain, Troy (TW)       | 193 cm  | 95 kg  | 29–11–1995   | Cincinnati          |
| G/AP | 10 | Francia (bandiera)     | Fournier, Evan           | 201 cm  | 93 kg  | 29–10–1992   | Francia             |
| P | 35 | Stati Uniti (bandiera) | Frazier, Melvin          | 188 cm  | 84 kg  | 30–08–1996   | Tulane              |
| P | 20 | Stati Uniti (bandiera) | Fultz, Markelle          | 193 cm  | 91 kg  | 29–05–1998   | Washington          |
| A | 00 | Stati Uniti (bandiera) | Gordon, Aaron            | 206 cm  | 100 kg | 16–09–1995   | Arizona             |
| P/G | 22 | Stati Uniti (bandiera) | Grant, Jerian            | 193 cm  | 90 kg  | 09–10–1992   | Notre Dame          |
| AG | 1 | Stati Uniti (bandiera) | Isaac, Jonathan          | 208 cm  | 95 kg  | 03–10–1997   | Florida State       |
| AP | 25 | Stati Uniti (bandiera) | Iwundu, Wesley           | 201 cm  | 88 kg  | 20–12–1994   | Kansas State        |
| AG | 11 | Stati Uniti (bandiera) | Jefferson, Amile (TW)    | 206 cm  | 102 kg | 07–05–1993   | Duke                |
| AG | 2 | Stati Uniti (bandiera) | Martin, Jarell           | 208 cm  | 108 kg | 24–05–1994   | LSU                 |
| C | 21 | Russia (bandiera)      | Mozgov, Timofey          | 216 cm  | 125 kg | 16–07–1986   | Russia              |
| G/AP | 31 | Stati Uniti (bandiera) | Ross, Terrence           | 201 cm  | 93 kg  | 05–02–1991   | Washington          |
| C | 9 | Montenegro (bandiera)  | Vučević, Nikola          | 213 cm  | 118 kg | 24–10–1990   | Southern California |

## Classifiche

### Southeast Division
| Southeast Division | Southeast Division | Southeast Division | Southeast Division | Southeast Division | Southeast Division | Southeast Division | Southeast Division | Southeast Division |
| Squadra            | V                  | S                  | V%                 | PR                 | Casa               | Trasf              | Div                | PG                 |
| ------------------ | ------------------ | ------------------ | ------------------ | ------------------ | ------------------ | ------------------ | ------------------ | ------------------ |
| y – Orlando Magic  | 42                 | 40                 | .512               | 18,0               | 25–16              | 17–24              | 9–6                | 82                 |
| Charlotte Hornets  | 39                 | 43                 | .476               | 21,0               | 25–16              | 14–27              | 10–5               | 82                 |
| Miami Heat         | 39                 | 43                 | .476               | 21,0               | 19–22              | 20–21              | 7–9                | 82                 |
| Wash. Wizards      | 32                 | 50                 | .390               | 28,0               | 22–19              | 10–31              | 7–9                | 82                 |
| Atlanta Hawks      | 29                 | 53                 | .354               | 31,0               | 17–24              | 12–29              | 6–10               | 82                 |

### Eastern Conference
| Eastern Conference | Eastern Conference     | Eastern Conference | Eastern Conference | Eastern Conference | Eastern Conference | Eastern Conference |
| #                  | Squadra                | V                  | S                  | V%                 | PR                 | PG                 |
| ------------------ | ---------------------- | ------------------ | ------------------ | ------------------ | ------------------ | ------------------ |
| 1                  | z – Milwaukee Bucks    | 60                 | 22                 | .732               | –                  | 82                 |
| 2                  | y – Toronto Raptors    | 58                 | 24                 | .707               | 2,0                | 82                 |
| 3                  | x – Philadelphia 76ers | 51                 | 31                 | .622               | 9,0                | 82                 |
| 4                  | x – Boston Celtics     | 49                 | 33                 | .598               | 11,0               | 82                 |
| 5                  | x – Indiana Pacers     | 48                 | 34                 | .585               | 12,0               | 82                 |
| 6                  | x – Brooklyn Nets      | 42                 | 40                 | .512               | 18,0               | 82                 |
| 7                  | y – Orlando Magic      | 42                 | 40                 | .512               | 18,0               | 82                 |
| 8                  | x – Detroit Pistons    | 41                 | 41                 | .500               | 19,0               | 82                 |
|                    |                        |                    |                    |                    |                    |                    |
| 9                  | Charlotte Hornets      | 39                 | 43                 | .476               | 21,0               | 82                 |
| 10                 | Miami Heat             | 39                 | 43                 | .476               | 21,0               | 82                 |
| 11                 | Wash. Wizards          | 32                 | 50                 | .390               | 28,0               | 82                 |
| 12                 | Atlanta Hawks          | 29                 | 53                 | .354               | 31,0               | 82                 |
| 13                 | Chicago Bulls          | 22                 | 60                 | .268               | 38,0               | 82                 |
| 14                 | Cleveland Cavaliers    | 19                 | 63                 | .232               | 41,0               | 82                 |
| 15                 | N.Y. Knicks            | 17                 | 65                 | .207               | 43,0               | 82                 |

## Calendario e risultati

### Playoffs
| Playoffs 2019                                | Playoffs 2019                                | Playoffs 2019                                | Playoffs 2019                                | Playoffs 2019                                | Playoffs 2019                                | Playoffs 2019                                | Playoffs 2019                                | Playoffs 2019                                |
| Primo turno: 1–4 (Casa: 0–2; Trasferta: 1–2) | Primo turno: 1–4 (Casa: 0–2; Trasferta: 1–2) | Primo turno: 1–4 (Casa: 0–2; Trasferta: 1–2) | Primo turno: 1–4 (Casa: 0–2; Trasferta: 1–2) | Primo turno: 1–4 (Casa: 0–2; Trasferta: 1–2) | Primo turno: 1–4 (Casa: 0–2; Trasferta: 1–2) | Primo turno: 1–4 (Casa: 0–2; Trasferta: 1–2) | Primo turno: 1–4 (Casa: 0–2; Trasferta: 1–2) | Primo turno: 1–4 (Casa: 0–2; Trasferta: 1–2) |
| Partita                                      | Data                                         | Avversario                                   | Punteggio                                    | Più punti                                    | Più rimbalzi                                 | Più assist                                   | Spettatori                                   | Serie                                        |
| -------------------------------------------- | -------------------------------------------- | -------------------------------------------- | -------------------------------------------- | -------------------------------------------- | -------------------------------------------- | -------------------------------------------- | -------------------------------------------- | -------------------------------------------- |
| 1                                            | 13 aprile                                    | @ Toronto Raptors                            | V 104–101                                    | D.J. Augustin (25)                           | Aaron Gordon (10)                            | D.J. Augustin (6)                            | Scotiabank Arena 19,937                      | 1–0                                          |
| 2                                            | 16 aprile                                    | @ Toronto Raptors                            | S 82–111                                     | Aaron Gordon (20)                            | Michael Carter-Williams (9)                  | D.J. Augustin (4)                            | Scotiabank Arena 19,964                      | 1–1                                          |
| 3                                            | 19 aprile                                    | Toronto Raptors                              | S 93–98                                      | Terrence Ross (24)                           | Nikola Vukčević (14)                         | Aaron Gordon (7)                             | Amway Center 19,367                          | 1–2                                          |
| 4                                            | 21 aprile                                    | Toronto Raptors                              | S 85–107                                     | Aaron Gordon (25)                            | Aaron Gordon (7)                             | Aaron Gordon (5)                             | Amway Center 19,087                          | 1–3                                          |
| 5                                            | 23 aprile                                    | @ Toronto Raptors                            | S 96–115                                     | D.J. Augustin (15)                           | Khem Birch (11)                              | Michael Carter-Williams (5)                  | Scotiabank Arena 19,800                      | 1–4                                          |

## Mercato

### Free Agency

#### Acquisti
| Giocatore               | Contratto               | Provenienza         |
| ----------------------- | ----------------------- | ------------------- |
| Isaiah Briscoe          | 2 anni - 3,9 milioni $  | Kalev/Cramo         |
| Troy Caupain            | Two-way contract        | Amici Pall. Udinese |
| Amile Jefferson         | Two-way contract        | Minnesota T'wolves  |
| Michael Carter-Williams | 10 giorni - 99,290 $    | Chicago Bulls       |
| Michael Carter-Williams | 2º 10 giorni - 99,290 $ | Orlando Magic       |

#### Cessioni
| Giocatore         | Motivo     | Nuova squadra      |
| ----------------- | ---------- | ------------------ |
| Arron Afflalo     | Rilasciato | free agent         |
| Marreese Speights | Rilasciato | Guangzhou L. Lions |
| Shelvin Mack      | Tagliato   | Memphis Grizzlies  |
| Mario Hezonja     | Rilasciato | N.Y. Knicks        |

### Scambi
| 21 giugno 2018  | Orlando Magic Draft right per Justin Jackson (2018 #43) Scelta 2º giro Draft 2019 | Denver Nuggets Draft right per Jarred Vanderbilt (2018 #41)                                                                  |
| 7 luglio 2018   | Orlando MagicJerian Grant (da Chicago) Timofey Mozgov (da Charlotte)              | Charlotte Hornets Bismack Biyombo (da Orlando) Scelta 2º giro Draft 2019 (da Orlando) Scelta 2º giro Draft 2020 (da Orlando) |
| 7 luglio 2018   | Chicago Bulls Julyan Stone (da Charlotte)                                         | |
| 20 luglio 2018  | Orlando MagicDakari Johnson Cash considerations                                   | Oklahoma ThunderRodney Purvis                                                                                                |
| 23 luglio 2018  | Orlando MagicJarell Martin Cash considerations                                    | Memphis GrizzliesDakari Johnson                                                                                              |
| 7 febbraio 2019 | Orlando MagicMarkelle Fultz                                                       | Philadelphia 76ersJonathon Simmons Scelta 2º giro Draft 2019 Scelta 1º giro Draft 2020 (da Oklahoma)                         |

## Premi individuali
| Assegnato a    | Premio                                       | Data premio               | Ref. |
| -------------- | -------------------------------------------- | ------------------------- | ---- |
| Nikola Vučević | Giocatore della settimana Eastern Conference | 12 novembre - 18 novembre |      |